# Historia de Georgia (Estados Unidos)
La historia de Georgia en los Estados Unidos abarca el tiempo precolombino hasta el estado contemporáneo de Georgia. El área fue habitada por tribus nativas durante miles de años. A finales del siglo XVI, los españoles establecieron una presencia moderada, centrada en el trabajo misionero. Para los principios del siglo XVIII, los españoles se habían ido, y su presencia tuvo poca influencia en la región.
Colonos ingleses llegaron allí en la década de 1730, guiados por James Oglethorpe. El nombre "Georgia", en honor de George II de Gran Bretaña, data de la creación de esta colonia. La esclavitud estaba prohibida en la colonia, pero fue permitida en 1749.
El 8 de abril de 1776, el Congreso Provincial de Georgia emitió un documento constitucional que sirvió como una constitución interina hasta la aprobación de la Constitución de 1777. Los británicos ocuparon la mayoría de Georgia desde 1780 hasta poco antes del fin oficial de la Revolución Americana en 1783.
Los años después de la Guerra de Independencia eran un tiempo de crecimiento después de la deportación de los indios, y prosperidad para los plantadores. La nueva desmotadora facilitó el cultivo y el procesamiento aumentados del algodón. Esto estimuló el auge de algodón en el Deep South, promoviendo una economía basada en el algodón que dependía de la esclavitud. 
El 19 de enero de 1861, Georgia se separó de la Unión y el 8 de febrero se unió con otros estados sureños para formar los Estados Confederados de América, con la primera batalla importante en el estado siendo la batalla de Chickamauga. En 1864, los ejércitos de William Tecumseh Sherman invadieron Georgia como parte de la Campaña de Atlanta. El incendio de Atlanta y la marcha de Sherman hacia el mar devastaron una gran parte del estado en 1864.
Después de la guerra, Georgia padeció un periodo de dificultades económicas. La Reconstrucción fue un periodo de ocupación militar y gobernación birracial que estableció la educación pública y instituciones de bienestar. La Reconstrucción terminó en 1875 con la reaparición de gobernación por los demócratas blancos. Los ciudadanos negros perdieron la mayoría de su poder político y derechos durante la época de las leyes Jim Crow, que se prolongó hasta 1964. Los habitantes del estado padecieron durante la Gran Depresión, pero las bases de entrenamiento y las fábricas de municiones estimularon la economía durante la Segunda Guerra Mundial. Durante el Movimiento por los derechos civiles, Georgia fue la base para el líder Martin Luther King Jr. Después de 1950, la economía creció, y el algodón se volvió menos importante. Atlanta se convirtió en una ciudad principal de los Estados Unidos y un centro de transportación. 

## Historia precolombina de Georgia

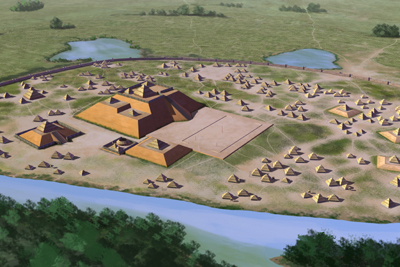
Los montículos Etowah de los misisipianos en el Condado de Bartow

Antes del contacto europeo, las culturas indígenas están divididas en cuatro periodos arqueológicos: el Paleoamericano, el Arcaico, el silvícola, y el misisipiano.
La ocupación humana de Georgia data de al menos 11250 a. C., y coincide con la Edad de hielo en la Edad Tarantiense.
La cultura misisipiana, la última de muchas culturas indígenas que construían montículos, duró desde 800 hasta 1500 d. C. Esta cultura desarrolló sociedades urbanas distinguidas por su construcción de pirámides de obras de tierra, o montículos de plataforma; además de sus jefaturas jerárquicas; el cultivo intensivo del maíz, permitiendo el desarrollo de poblaciones más densas; y la creación de parafernalia ornamentada de cobre, concha y mica. Los sitios más grandes que han perdurado en Georgia son Kolomoki en el Condado de Early, Etowah en el Condado de Bartow, Nacoochee Mound en el Condado de White, y Ocmulgee National Monument en Macon.

## La exploración europea

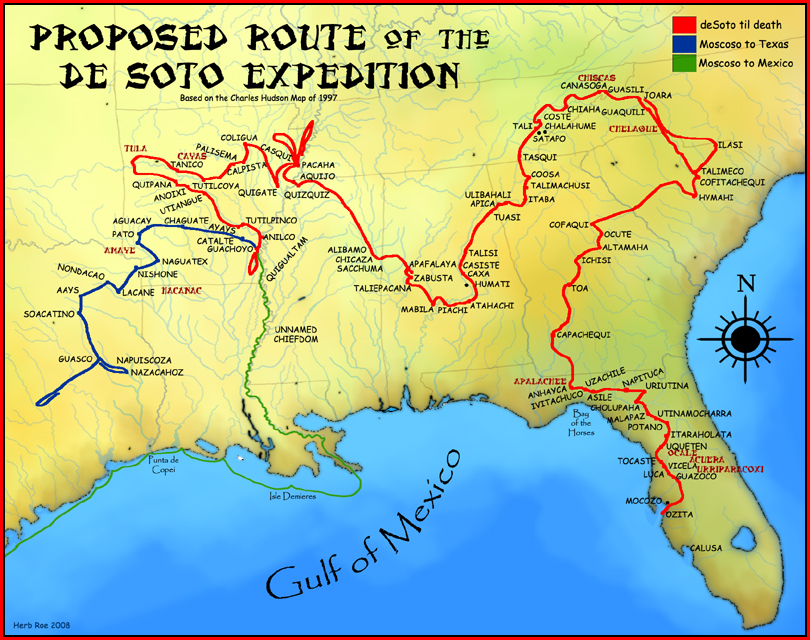
Una ruta propuesta de la expedición de Soto, basada en el mapa de Charles M. Hudson de 1997.

En el momento de la colonización europea de América, los pueblos cheroqui, yamasi, y hitchiti vivían por toda Georgia. Más próximos a las costas había grupos tribales muskogeanos divididos mayoritariamente entre los guale y los timucua . El nombre de Apalachia viene de sus lenguas, y, específicamente, de un grupo timucuano de Florida del norte llamado los apalache.
Es posible que el explorador español Juan Ponce de León zarpó a lo largo de la costa de Georgia durante su exploración de Florida. En 1526, Lucas Vázquez de Ayllón intentó establecer una colonia en una isla, posiblemente cerca de la Isla St. Catherines. Durante este intento, llamado San Miguel de Gualdape, la primera misa católica en el territorio de los contemporáneos Estados Unidos fue celebrada.
Desde 1539 hasta 1542, Hernando de Soto, un conquistador español guio la primera expedición europea en el territorio de los Estados Unidos del sur buscando oro y un paso hacia China.

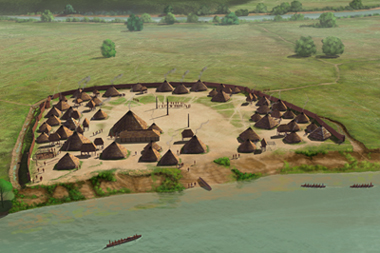
El Sitio King, ocupado durante el.

En 1564, un grupo de colonos hugonotes guiados por René Goulaine de Laudonnière establecieron el Fuerte Caroline en la contemporánea Florida. En las próximas décadas, varios exploradores españoles de Florida visitaron la región de Georgia. La cultura misisipiana ya había desaparecido para los medios del siglo XVI. Es posible que los pueblos habían caído a las enfermedades introducidos por los europeos.
Los ingleses establecieron una fuerte en Ocmulgee y cambiaron herramientas, armas, tejidos y ron por pieles de ciervos y esclavos capturados por las tribus en sus incursiones.

## Georgia como colonia británica

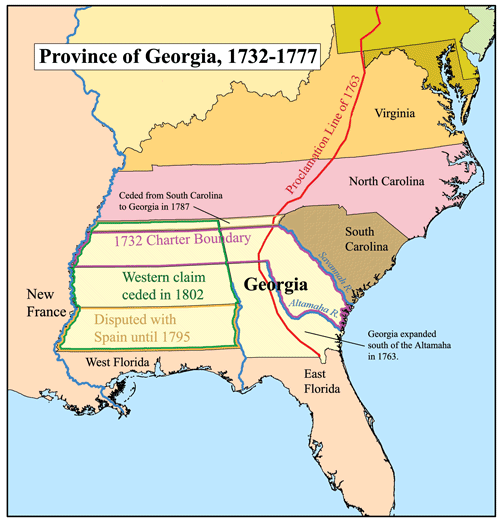
Un mapa de la Provincia de Georgia.

El conflicto entre España y Inglaterra sobre el control de Georgia empezó hacia 1670, cuando la colonia inglesa de Carolina del Sur fue fundada al norte de las provincias misioneras de Guale y Mocama, partes de Florida española. Estas provincias sufrieron varias invasiones por los colonos ingleses y españoles.
Los ingleses destruyeron el sistema español de misiones en Georgia para 1704. La costa de Georgia fue ocupada por los yamasi, aliados con los británicos, hasta que fueron diezmados durante la Guerra yamasee de 1715 - 1717. Los yamasi sobrevivientes se huyeron de la costa, dejándola despoblada y facilitando la creación de una nueva colonia británica.  

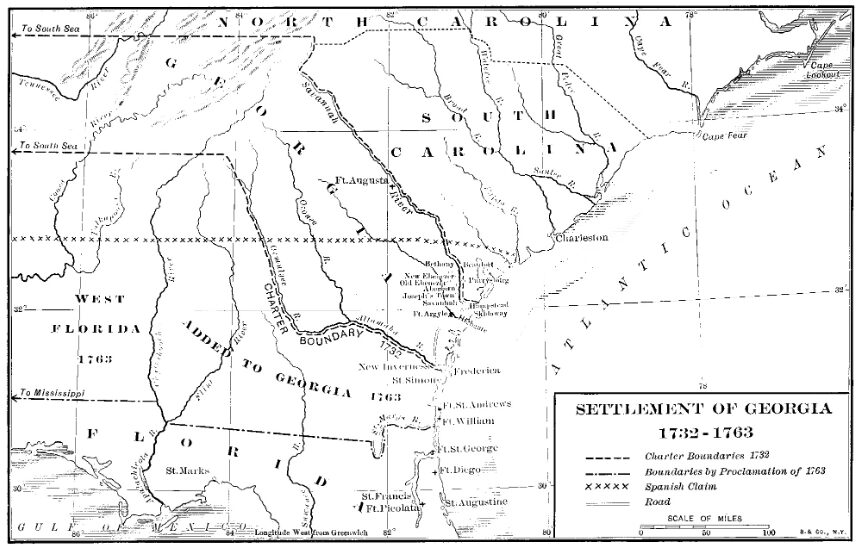

El asentamiento inglés empezó a principios de la década de 1730, cuando James Oglethorpe, un miembro del Parlamento, propuso que el área fuera colonizada por los "pobres dignos" de Inglaterra, para proveer una alternativa a las prisiones de deudores. Oglethorpe y otros filántropos ingleses consiguieron una carta real como los fideicomisarios de la colonia de Georgia el 9 de junio de 1732. Con el lema, "No para nosotros mismos, sino para otros", los fideicomisarios eligieron colonos para Georgia.
Oglethorpe y los fideicomisarios formularon un plan para el asentamiento de Georgia. El plan esbozó un sistema de "igualdad agraria" desarrollado para apoyar y perpetuar una economía basada en el cultivo familiar y para evitar la desintegración social que ellos asociaban con la urbanización no regulada. Reglas limitaban el área que un colono podía poseer, y prohibían la adquisición de tierra adicional mediante la compra o la herencia.El 12 de febrero de 1733, los primeros colonos llegaron en la barca Anne, llegando donde ahora está la ciudad de Savannah.
En 1742, fuerzas españolas invadieron la colonia durante la Guerra del Asiento. Oglethorpe movilizó las fuerzas locales y derrotó a los españoles en la batalla de Bloody Marsh. El Tratado de Aquisgrán, que puso fin a la guerra, confirmó la posición inglesa en Georgia.
Desde 1735 hasta 1750, los fideicomisarios de Georgia prohibieron la esclavitud africana. Sin embargo, como la riqueza creciente de la economía de plantaciones en Carolina del Sur demostró, los esclavos eran más lucrativos que otras formas de labor. Además, la mejora de las condiciones económicas en Europa redujo la cantidad de blancos dispuestos a inmigrar como sirvientes contratados. Además, muchos blancos sufrieron tasas altas de mortalidad debido a la clima y enfermedades tropicales del Lowcountry.
En 1749, el estado anuló su prohibición de la esclavitud. Desde 1750 hasta 1775, los esclavos fueron importados tan rápidamente que la población esclavizada aumentó de menos de 500 a 18.000, y los esclavos eran una mayoría de la colonia. Algunos historiadores han supuesto que los africanos tenían conocimiento y técnicas para construir las presas, riberas, y sistemas de riego en el País bajo de Carolina del Sur que apoyaban el cultivo del arroz y el añil; los plantadores de Georgia importaban a esclavos de las regiones donde se cultivaba el arroz en Sierra Leona, Gambia y Angola. Más tarde, plantadores cultivaban la caña de azúcar.
En 1752, Georgia se convirtió en una colonia real. Plantadores de Carolina del Sur, más ricos que los colonos originales de Georgia, migraron al sur y pronto dominaron la colonia. Recrearon las costumbres e instituciones del País bajo de Carolina del Sur. La década después de gobernación por los fideicomisarios fue una de gran crecimiento, y Georgia empezó a crecer después del tratado de 1748, cuando ya no había miedo de más ataques de España.
Para la década de 1750, los colonos británicos vivían tan hacia el sur como la Isla Cumberland, lo que violaba las reglas de su propio gobierno además de las de España, quien reclamaba el territorio. Colonos británicos al sur del río Altamaha comerciaban con Florida española, lo que era ilegal según ambos gobiernos, pero la prohibición no era aplicable.
Georgia no se vio muy afectada por la Guerra de los Siete Años, porque la colonia estaba lejos de Canadá y de las tribus aliadas con los franceses. En 1762 Georgia temía una invasión española de Florida, pero el Tratado de París terminó esa posibilidad.

En 1766, 32 años después de su fundación, el gobernador James Wright escribió que Georgia tenía
Ningunas producciones de ninguna consecuencia: una cantidad trivial de tejidos familiares bastos, mezclados de lana y algodón; entre la gente más pobre, por su propio uso, unas medias de algodón e hilo; zapatos para nuestros negros; y unas obras de herreros. Pero todos nuestros suministros de seda, lino, lana, zapatos, medias, clavos, cerraduras, bisagras, y herramientas de todos tipos...todos son importados de y mediante Gran Bretaña.

## Guerra de Independencia
El gobernador real James Wright era popular, pero al igual que las otras 12 colonias, los habitantes de Georgia desarrollaron la opinión de defender los derechos tradicionales de ingleses, las que temían Londres estuviera violando. Georgia y las otras colonias avanzaron rápidamente hacia el republicanismo, el que rechazaba la monarquía, la aristocracia, y la corrupción, y exigía el gobierno basado en la voluntad del pueblo. En particular, las colonias exigían "No taxation without representation" (Ningún impuesto sin representación), y rechazaban la Ley de Sellos de 1765 y todos los subsecuentes impuestos reales.
En agosto de 1774, en una reunión general en Savannah, la gente de Georgia proclamó que "la protección y la fidelidad son recíprocas, y bajo la Constitución británica son términos correlativos; ... la Constitución reconoce ningunos impuestos sin representación." Georgia tenía pocas quejas propias, pero ideológicamente apoyaba la causa patriota y expulsó los británicos.
Enojados por la noticia de la batalla de Concord, el 11 de mayo de 1775, los patriotas de Georgia asaltaron el real polvorín en Savannah y le quitaron las municiones. La celebración habitual del cumpleaños del rey se convirtió en una manifestación contra el rey. Dentro de un mes los patriotas completamente desafiaron la autoridad real y establecieron su propio gobierno. En junio y julio, asambleas en Savannah eligieron un Consejo de Seguridad y un Congreso Provincial para tomar control del gobierno y cooperar con las otras colonias. Empezaron a reclutar tropas y se prepararon para la guerra. «En resumen, mi señor [escribió el gobernador Wright a Lord Dartmouth el 16 de septiembre de 1775], todo el poder ejecutivo es asumido por ellos, y el gobernador del rey permanece poco más que un gobernador nominal.»
En febrero de 1776, Wright huyó a un buque de guerra británico y los patriotas controlaron toda de Georgia. El nuevo Congreso estableció "Reglas y Regulaciones" el 15 de abril de 1776, las que pueden ser consideradas la Constitución de 1776. Con esa declaración, Georgia dejó de ser una colonia. Archibald Bulloch fue elegido el primer presidente. Se esforzó por movilizar y entrenar la milicia. La Constitución de 1777 puso el poder en manos de la elegida Cámara de Asamblea, la que eligió al gobernador; no había senado, y casi todos los hombres blancos podían votar.
La posición del nuevo estado en la costa hizo de él un objetivo para la Armada británica. Savannah fue capturada por fuerzas británicas y lealistas en 1778. Los negros esclavizados eligieron la independencia para huir a las líneas británicas, donde se les prometía la libertad. Aproximadamente un tercio de los esclavos de Georgia escapó durante la Guerra de Independencia.
Los patriotas se trasladaron a Augusta. Durante el Sitio de Savannah en 1779, las tropas americanas y francesas no consiguieron retomar la ciudad. Durante los años finales de la Guerra de Independencia, Georgia tenía un gobierno lealista a lo largo de la costa. Junto con la Ciudad de Nueva York, fue el último bastión lealista.
Al final de la guerra, hubo una nueva oleada de migración al estado. George Mathews, quien sería gobernador, fue fundamental en esa migración. Georgia ratificó la Constitución de los Estados Unidos el 2 de enero de 1788. Los ocho condados originales de Georgia fueron Burke, Camden, Chatham, Effingham, Glynn, Liberty, Richmond y Wilkes. 

## El periodo Antebellum
Durante los 77 años del periodo Antebellum (entre la independencia de los Estados Unidos y la guerra de Secesión), el área de Georgia fue reducida por la mitad en 1802. La tierra cedida fue añadida al Territorio de Misisipi para 1804, después de la Compra de Luisiana. Además, durante ese periodo, grandes plantaciones de algodón dominaban las áreas lejos de la costa, mientras que el cultivo de arroz era popular cerca de la costa. La población de esclavos aumentó para labrar en las plantaciones, pero la tribu cheroqui fue expulsada y reasentada al oeste en Oklahoma, en las dos décadas antes de la guerra de Secesión.

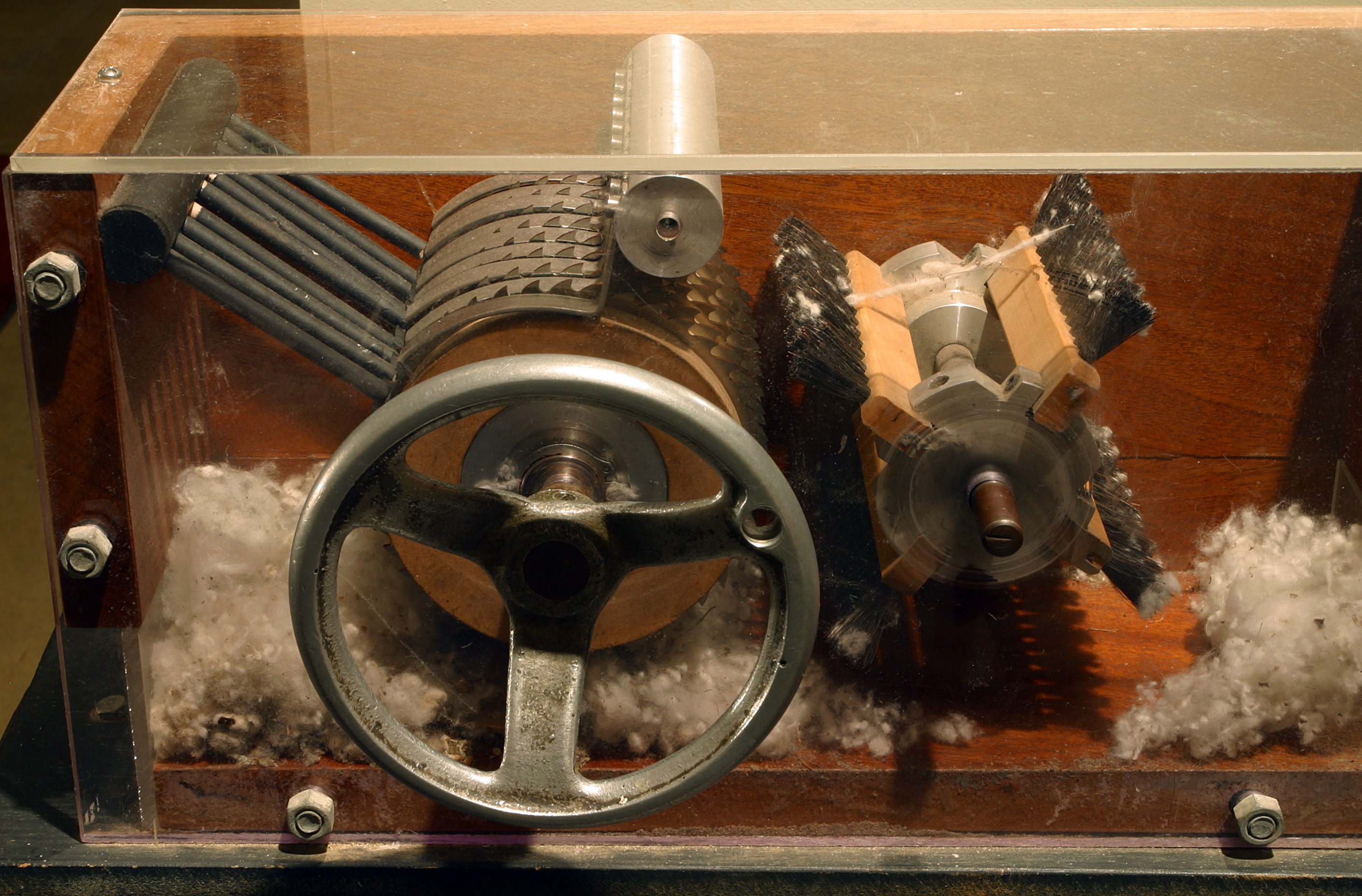
Una desmotadora del siglo XIX en el Museo Eli Whitney en Hamden, Connecticut.

En 1787, el Tratado de Beaufort había establecido la frontera oriental de Georgia, de la costa atlántica a lo largo del Río Savannah. Georgia mantuvo reclamaciones por unas tierras occidentales hasta que las cedió en 1802, fijando su frontera occidental. El Tratado de 1816 fijó la actual frontera norteña entre Georgia y Carolina del Sur en el río Chattooga.

En 1829, se descubrió el oro en las montañas norteñas de Georgia, causando el segundo fiebre del oro en la historia de los Estados Unidos. Una casa de moneda federal fue establecida en Dahlonega, Georgia, y siguió operando hasta 1861. A principios del siglo XVIII, los cheroqui poseían sus tierras ancestrales, operaban su propio gobierno con una constitución escrita, y no reconocían la autoridad del estado de Georgia. Un influjo de colonos blancos impulsaron el gobierno estadounidense a expulsar a los cheroqui, resultando en el Removal Act de 1830, y todas las tribus orientales fueron expulsadas a las reservas indias en la contemporánea Oklahoma. En el caso de Worcester contra Georgia, la Corte Suprema en 1832 falló que a los estados no les estaba permitido redibujar las fronteras de las tierras indígenas, pero el presidente Andrew Jackson y el estado de Georgia ignoraron la opinión de la corte. En 1838, el sucesor de Jackson, Martin van Buren mandó a tropas federales para acorralar a los cheroqui y deportarlos al oeste del Río Misisipi. Esta reubicación obligada es ahora llamada el Sendero de lágrimas, y causó la muerte de más de 4.000 cheroqui.
En 1794, Eli Whitney, un artesano que vivía en Savannah, Georgia, patentó la desmotadora, que mecanizó la separación de fibras de algodón y sus semillas. La Revolución industrial había resultado en el hilado y tejido mecanizados de tela en las primeras fábricas. Alimentada por las demandas crecientes de los fabricantes británicos de textiles, la industria de algodón empezó a dominar las economías de Georgia y los otros estados sureños. Aunque el Congreso había prohibido la trata de esclavos en 1808, la población de esclavos en Georgia continuó creciendo debido a la importación de esclavos del País bajo de Carolina del Sur y la bahía de Chesapeake. Una pequeña población de negros libres surgió, pero en 1842, la legislatura de Georgia unánimemente aprobó una resolución que dijo que los negros libres no eran ciudadanos estadounidenses. 
Los esclavos trabajaban en grandes plantaciones de algodón, y la economía del estado se puso dependiente de la institución de esclavitud. El algodón resultó ser muy adecuado para el interior de Georgia. La región Piedmont del estado resultó ser el sitio de las plantaciones más grandes y más productivas. En 1860, los afroestadounidenses esclavizados suponían el 44 por ciento de la población del estado.

## La Guerra de Secesión
El 19 de enero de 1861, Georgia se separó de la Unión, y se unió con los nuevos Estados Confederados de América en febrero. Aunque la solidaridad entre las clases blancas era fuerte en los primeros años de la guerra, para 1863 las tensiones empeoraron, con manifestaciones para alimiento, abandonos, y actividades unionistas en las regiones norteñas del estado. Unos 5.000 habitantes de Georgia sirvieron en el Ejército de la Unión en varias unidades. El gobernador Joseph E. Brown intentó desviar la atención culpando a los oficiales confederados en Richmond, y por insistir en que muchas tropas de Georgia se quedaran a casa.
Georgia mandó unos cien mil soldados a la Confederación, por la mayoría a los ejércitos en Virginia. 

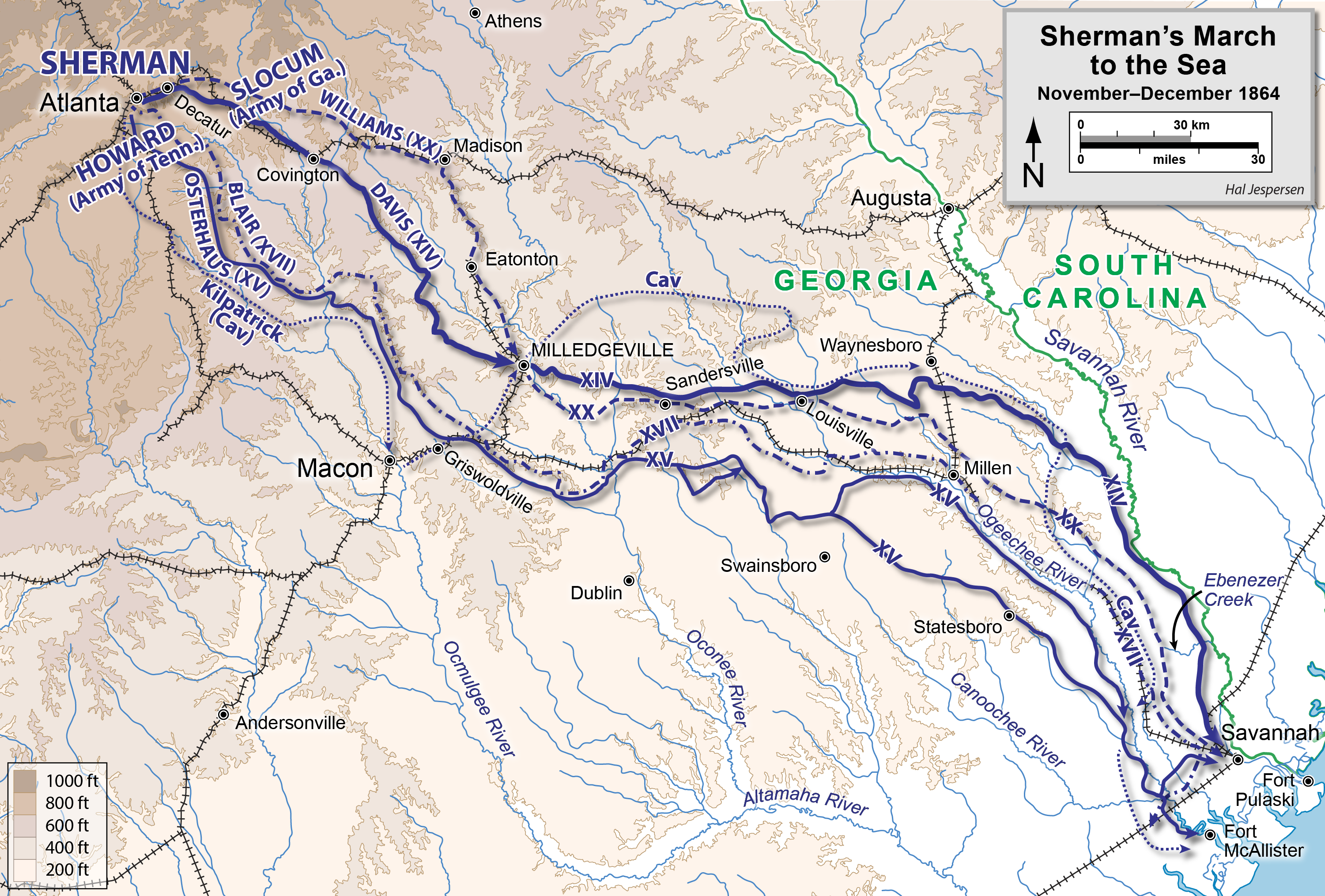
Marcha de Sherman hacia el mar, noviembre a diciembre de 1864.

La primera batalla principal en Georgia fue una victoria confederada en la Batalla de Chickamauga en 1863. Fue la última victoria confederada importante en el oeste. Después de la Proclamación de Emancipación del presidente Abraham Lincoln de enero de 1863, los esclavos empezaron a salir de las plantaciones para unirse a las líneas unionistas y ganar su libertad. En 1864, los ejércitos de William T. Sherman invadieron Georgia como parte de la Campaña de Atlanta. El general confederado Joseph E. Johnston luchó una serie de batallas para demorar los unionistas mientras retirándose hacia Atlanta. El reemplazo de Johnston, el general John Bell Hood, intentó varios contraataques infructuosos en la batalla de Peachtree Creek y la batalla de Atlanta, pero Sherman capturó Atlanta el 2 de septiembre de 1864.
En noviembre, Sherman quitó de su ejército los elementos no esenciales, y empezó su famosa Marcha hacia el mar, buscando comida de las tierras, quemando plantaciones, destruyendo ferrocarriles, y matando los ganados. Miles de esclavos escapados siguieron las tropas de Sherman, y Sherman entró Savannah el 22 de diciembre. Tras la pérdida de Atlanta, el gobernador retiró la milicia del estado de las fuerzas confederadas para cosechar cultivos para el estado y el ejército. No intentaron detener a Sherman.
La Marcha de Sherman resultó devastadora para Georgia y para la Confederación, tanto económica como psicológicamente. Sherman estimó unos 100 millones de dólares de daños (unos 1,6 mil millones de dólares actuales) Su ejército destruyó 480 kilómetros de ferrocarriles y varias puentes y líneas telegráficas. El ejército capturó 5.000 caballos, 4.000 mulos, y 13.000 bovinos. Confiscó unos 9,5 millones de libras de maíz y 10,5 millones de forraje, y destruyó muchos molinos y desmotadoras.
La campaña de guerra total seguida por Sherman se amplió a los campesinos de Georgia. En julio de 1864, el general Sherman arrestó unos 400 molineros, la mayoría mujeres, como traidores y les mandó como prisioneros con sus niños al norte. Esto fue una táctica común de Sherman para perturbar el Sur económicamente.
The memory of Sherman's March became iconic and central to the "Myth of the Lost Cause." The crisis was the setting for Margaret Mitchell's 1936 novel Gone with the Wind and the subsequent 1939 film. Most important were many "salvation stories" that tell not what Yankee soldiers destroyed, but what was saved by the quick thinking and crafty women on the home front, loyal slaves, or was preserved due to a Northerner's appreciation of the beauty of homes and the charm of Southern women.
Para el verano de 1861, el bloqueo naval de la Unión prácticamente impidió la exportación de algodón y la importación de bienes manufacturados. Los suministros de alimento que venían por tierra fueron interrumpidos. Por eso, el gobierno pidió que los plantadores crecieran más alimento y menos algodón, pero la mayoría se negó. Cuando los precios de algodón aumentaron rápidamente en Europa, muchos esperaban que Europa intervendría para terminar el bloqueo. Cuando esto no pasó, la escasez de alimento empeoró, especialmente en las ciudades. Las mujeres blancas pobres participaron en varios motines para saquear tiendas y capturar trenes de abastecimiento para conseguir necesidades.  Mientras el Sur perdió sus puertos principales en los ríos y el océano, tenía que contar con un sistema pobre de ferrocarriles y carreteras no mejoradas para mover soldados y suministros. Atlanta se convirtió en el principal centro ferroviario para la Confederación, haciéndolo un objetivo principal para Sherman.
En 1864, el gobierno confederado trasladó a prisioneros de guerra de Richmond, Virginia, al municipio de Andersonville en Georgia. Andersonville resultó ser un campamento de muerte a causa de hacinamiento y una severa falta de suministros, alimento, agua y medicinas. Durante sus 15 meses de operación, el campo retuvo 45.000 soldados unionistas; al menos 13.000 se murieron. Después de la guerra, el comandante del campamento, el capitán Henry Wirz, fue el único oficial confederado ejecutado como criminal de guerra.

## La Reconstrucción
Al fin de la guerra, la devastación en cada parte del estado era dramática. El daño de guerra, el trastorno a las plantaciones y muy mal tiempo causaron resultados desastrosos en la producción agrícola antes del fin de la guerra. Después de la guerra, el estado subvencionó la construcción de varias nuevas líneas ferroviarias para mejorar la infraestructura y el acceso a los mercados. El uso de fertilizantes químicos aumentó la producción de algodón, pero las plantaciones de arroz nunca se recuperaron de la guerra.
En enero de 1865, el general William T. Sherman emitió el Special Field Orders, No. 15, que autorizó a las autoridades federales a confiscar plantaciones abandonadas en los Sea Islands y redistribuir las tierras a ex esclavos. Sin embargo, más tarde ese año el nuevo presidente Andrew Johnson revocó ese orden y devolver las plantaciones a sus antiguos dueños.
A principios de la Reconstrucción, Georgia tenía más de 460.000 libertos. Después de la Guerra de Secesión, muchos ex esclavos se mudaron de áreas rurales a Atlanta, donde había más oportunidades económicas. Libres de supervisión blanca, los libertos establecieron sus propias comunidades. Una nueva agencia federal llamada el Freedmen's Bureau (La Oficina de los Libertos) ayudó a los negros a negociar contractos de labor, y establecer escuelas y iglesias. Mientras tantos, los plantadores del región tuvieron problemas con la transición al labor pagado y intentó controlar el movimiento de negros mediante los "códigos de negros."
En marzo de 1867, el Congreso aprobó la Primera Ley de Reconstrucción para poner el Sur bajo la ocupación militar. Junto con Alabama y Florida, Georgia estaba bajo el mando del general John Pope. El gobierno militar duró menos de un año. Supervisó las primeras elecciones en las que los negros podían votar. Una coalición de nuevos libertos, norteños (carpetbaggers), y sureños blancos (llamados scalawags) controlaba la legislatura de Georgia.
En julio de 1868, la nueva Asamblea General ratificó la Decimocuarta Enmienda a la Constitución, y Rufus Bullock, un republicano, fue nombrado gobernador. Georgia fue readmitida en la Unión. Los demócratas del estado se reunieron en Atlanta para denunciar la Reconstrucción, y en septiembre, los republicanos blancos se unieron con los demócratas para expulsar a todos los 32 legisladores negros de la Asamblea General. Negando rendir su dominación social, algunos ex confederados establecieron grupos paramilitares, especialmente partes del nuevo Ku Klux Klan. Agentes del Freedman's Bureau comunicaron 336 casos de asesinatos o ataques contra libertos desde el 1 de enero hasta el 15 de noviembre de 1868.
En 1868, bajo la Reconstrucción, Georgia fue el primer estado en el Sur en adoptar el sistema del alquiler de condenados. Este sistema generó ingresos para el estado por alquilar el labor de prisioneros a negocios y ciudadanos privados. Este sistema ayudó a impulsar Georgia hacia la industrialización, pero el sistema era fácilmente abusado y semejante a la esclavitud.
Las actividades de grupos políticos opuestos a la Reconstrucción impulsaron a republicanos y otros a exigir un retorno al gobierno militar en Georgia. En marzo de 1869, la legislatura estatal derrotó la ratificación de la Decimoquinta Enmienda a la Constitución de los Estados Unidos.
El mismo mes, el Congreso de los Estados Unidos prohibió a los representantes de Georgia de asumir sus puestos debido al fraude electoral. Esto resultó en el retorno del gobierno militar en diciembre de 1869. En enero de 1870, el general Alfred H. Terry quitó de la Asamblea General a todos los ex confederados, los reemplazó con republicanos y reinstaló a los legisladores negros expulsados.
En febrero de 1870, la nueva legislatura ratificó la Decimoquinta Enmienda y eligió a nuevos senadores. El 15 de julio, Georgia fue el último estado ex confederado readmitido a la Unión. Después del fin del gobierno militar, los demócratas ganaron mayorías en ambas cámaras de la Asamblea General, ayudados por violencia y el fraude electoral. Algunos legisladores negros mantuvieron sus puestos pese a las leyes que despojaron del sufragio a los negros; el último legislador negro sirvió hasta 1907. En 1908, una nueva constitución completó el proceso de sacar el sufragio de los negros, y el gobernador repúblicon Rufus Bullock se huyó del .

## La Era Jim Crow y la Era Progresista

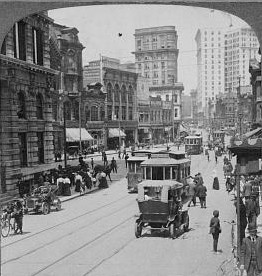
Una foto de la Calle Peachtree en Atlanta en 1907.

Bajo el gobierno de Reconstrucción, la capital fue trasladada de Milledgeville a Atlanta. La construcción de un nuevo capitolio fue completado en 1889. Como un centro de comercio y gobierno, Atlanta creció rápidamente.
Después de Reconstrucción, el 'triunvirato de Bourbon', Joseph E. Brown, el general mayor John B. Gordon y el general Alfred H. Colquitt dominó la política del estado. Los demócratas, en la práctica, monopolizaron la política estatal. Colquitt representó los viejos plantadores; Brown, uno de los primeros millonarios del estado, representó los empresarios del Nuevo Sur. Gordon, ni plantador ni empresario, fue un exgeneral confederado y político experto.
Algunos consideraban a Gordon el líder del primer Ku Klux Klan en Georgia. Ayudó a negociar el Compromiso de 1877 que terminó la Reconstrucción, y resultó en el fin de la aplicación de leyes federales para proteger a los negros.
Durante la Gilded Age, Georgia lentamente se recuperó de la Guerra de Secesión. En 1885, cuando Atlanta y el Condado de Fulton emitieron leyes de prohibición de alcohol, un farmacéutico llamado John Pemberton inventó una nueva bebida sin alcohol. Dos años más tarde, después de vender la bebida a Asa Candler, Coca-Cola se convirtió en el producto más famoso del estado.
Henry W. Grady, el editor del Atlanta Constitution, surgió como portavoz del 'New South' (El nuevo Sur). Apoyó la reconciliación de clases y el papel del estado en una nación experimentando la industrialización rápida. Fueron celebradas la Exposición Internacional del Algodón de 1881 y la Exposición Internacional y de los Estados de Algodón de 1895 para promover Georgia y el Sur como nuevos centros de textiles. Atraídos por los costes bajos de labor y la proximidad a recursos naturales, nuevos negocios de textiles convirtieron Columbus y Atlanta en centros de producción de textiles.
La industria de explotación forestal surgió en los bosques vírgenes de Georgia. Esta industria apoyó otras industrias, en particular, papeleras y la destilación de trementina. Además, las industrias de carbón granito, y caolinita eran muy importantes.
En las décadas de 1880 y 1890, la violencia política suprimió el sufragio negro mientras los demócratas impusieron leyes Jim Crow que apoyaban la supremacía blanca. Los blancos aumentaron progresivamente el número de linchamientos, un proceso que culminó en 1899 cuando 27 negros en Georgia murieron linchados.
Además, en esta época los negros de Georgia perdieron sus derechos de votar mediante los cambios en la constitución del estado y la adición de nuevos requisitos, como impuestos electorales y exámenes de alfabetización y competencia. En 1900 los negros eran casi una mitad de la población, pero casi ninguno de ellos podía votar. Esta situación continuó hacia los mediados del siglo XX.
En la Exposición Internacional y de los Estados de Algodón, Booker T. Washington pronunció su discurso en el que promovió el Compromiso de Atlanta. Animó a los negros a concentrar sus esfuerzos en mejorar sus propias condiciones por hacerse competentes en trabajos disponibles, y no en la igualdad social. Líderes negros como W. E. B. Du Bois discrepaban de Washington.
A principios del siglo XX, el estado seguía dependiendo del algodón. La mayoría de la industrialización del estado ocurrió como ramificación de la industria de algodón. Para 1898, el precio del algodón había caído de un dólar por libra a cinco centavos por libra-- costando siete centavos para producir. 
Miles de libertos se convirtieron en aparceros. Mediante el sistema de alquilar a condenados, los comerciantes de condados pequeños asumieron un papel central en la producción de algodón, monopolizando la provisión de equipaje, abonos, semillas, y comida para facilitar la aparcería. Para la década de 1890, 80-90 por ciento de productores de algodón eran endeudados a tales mercantes.
Los granjeros endeudados de Georgia respondieron por abrazar el "radicalismo agrícola", como expresado en el movimiento Granger en la década de 1870, el Farmers' Alliance en la década de 1880, y el Partido del Pueblo en la década de 1890. En 1892, el congresista Tom Watson se unió con los populistas, y se convirtieron en el portavoz más visible para su delegación. Los populistas del sur denunciaron el sistema de alquiler de condenados, y animaron a los granjeros negros y blancos a unirse sobre la base de un interés económico común.
Los populistas sureños no compartió con el resto del partido el deseo para unidad con el Partido Demócrata, ya que había sufrido amenazas de muerte, violencia colectiva, y fraude electoral cuando desafiaron el monopolio del aparato político demócrata. La unión con el Partido Demócrata en las elecciones presidenciales de 1896 mortalmente herió el populismo en el sur. 
Watson no fue reelegido. Mientras la desintegración del Partido del Pueblo, Watson hizo campaña como un enérgico antisemita, anticatólico y supremacista blanco. Atacó el socialismo el que había atraído muchos ex populistas. Watson continuó influyendo la política de Georgia por años, y apoyó la campaña gobernativa de M. Hoke Smith
El mandato del gobernador Hoke Smith destacó la aprobación de leyes Jim Crow y una enmienda a la Constitución en 1908 que exigía que una persona cumpliera con determinados requisitos de alfabetización y posesión de propiedades. Esta legislación, en la práctica, resultó en la pérdida del sufragio para los afroestadounidenses.
Las nuevas provisiones resultaron devastadoras para la comunidad afroestadounidense, además de blancos pobres, ya que perder la capacidad de inscribirse para votar significó que no podían servir en jurados o en puestos locales, y perdieron toda representación política.
La creciente clase media en Georgia se esforzó por traer la Era progresista a Georgia a principios del siglo XX, esperando modernizar el estado, aumentar la eficacia, aplicar métodos científicos, promover la educación, y eliminar la corrupción. Los gobernadores Joseph M. Terrell y Hoke Smith fueron líderes principales de la era. Terrell apoyó legislación importante para reformar los asuntos judiciales, las escuelas, las regulaciones de comida y drogas, los impuestos, y las regulaciones laborales.
A principios del siglo XX, Georgia experimentó la expansión económica en los sectores de fabricación y agricultura. En un primer momento la industria del algodón se aprovechó de las plagas de los gorgojos del algodón más al oeste, pero los gorgojos finalmente llegaron a Georgia. Para 1921, la infestación destruyó 45 por ciento del cultivo de algodón en el estado. 
Aunque los negros participaron en el movimiento progresista, el estado permaneció bajo las leyes Jim Crow. En 1934, el impuesto electoral de Georgia fue confirmado por la Corte Suprema en el caso Breedlove v. Suttles. Para 1940, sólo 20.000 negros en Georgia podían votar. En 1944, la decisión de la Corte Suprema en el caso Smith v. Allwright prohibió las elecciones primarias blancas, y en 1945 Georgia revocó su impuesto electoral. La NAACP y otros activistas empezaron a inscribir a los negros para votar en ciudades como Atlanta.
Desde 1910, y más rápidamente durante la Primera Guerra Mundial, decenas de miles de negros se mudaron a ciudades industriales norteñas en la Gran Migración para buscar trabajo, el derecho de votar, mejor educación para sus niños, y un escape de la violencia racial. Esta gran migración seriamente cambió las demografía de las regiones.
La prohibición era un asunto central en la política de Georgia desde la década de 1880 hasta la de 1920. Antes de la Primera Guerra Mundial, se creía que la solución a la embriaguez era el renacimiento religioso. Por eso, los partidarios de la prohibición eran guiados por ministros y mujeres de la media clase en la Unión Cristiana de Mujeres para la Templanza, quienes lograron conseguir leyes que resultaron en la prohibición de alcohol en la mayoría de los condados rurales en Georgia.
Para 1907, el más eficaz Anti-Saloon League asumió control de los pastores y mujeres y negociaron con políticos como el gobernador Hoke Smith. El League impulsó una ley de prohibición en 1907. Sin embargo, la ley tenía lagunas para permitir a los habitantes de Georgia a importar whisky de otros estados por correo, y permitía "saloons" que supuestamente sólo vendía bebidas sin alcohol. En 1915, se promulgó una ley que, en la práctica, terminó casi todo el tráfico del licor. Sin embargo, la destilación y venta ilegales continuaron.
Durante este tiempo, Coca-Cola ganó popularidad. En 1886, cuando Atlanta y el Condado de Fulton aprobaron legislación de prohibición, el farmacéutico John Pemberton respondió por desarrollar Coca-Cola. Las primeras ventas ocurrió en Jacob's Pharmacy en Atlanta, el 8 de mayo de 1886. En 1887, Asa Griggs Candler compró la compañía de Pemberton, y mediante un marketing muy agresivo, convirtió la bebida en unas de las corporaciones más lucrativa del Sur. Más tarde, Candler fue elegido alcalde de Atlanta, y el primer aeropuerto de la ciudad fue nombrado en su honor.

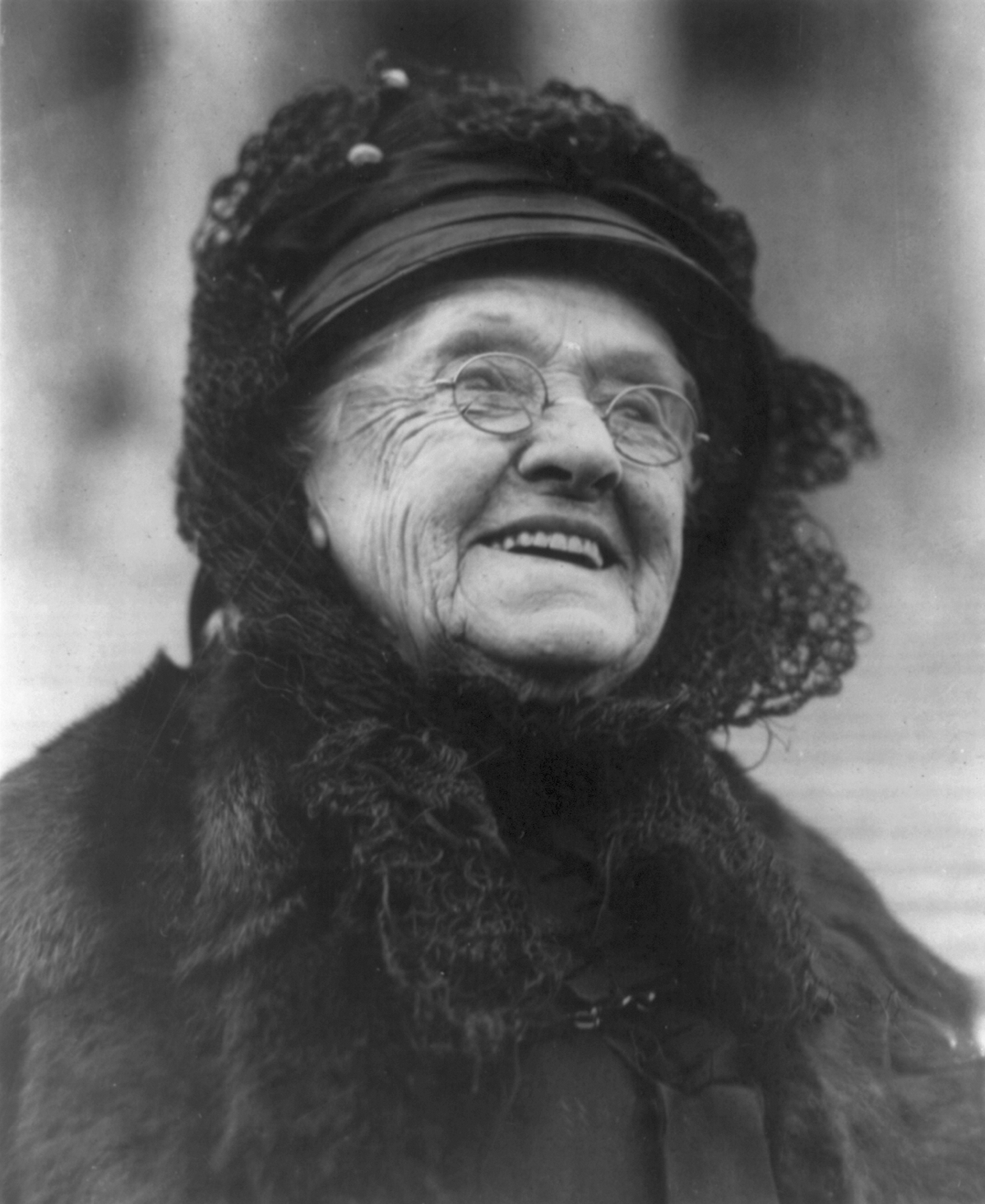
La senadora Rebecca Latimer Felton

Rebecca Latimer Felton fue la líder femenina más destacada de Georgia. Una feminista enérgica, se convirtió en una líder de los movimientos de prohibición y del sufragio femenino. Luchó por la reforma de prisiones y fue líder de los movimientos por la prohibición y el sufragio femenino, pero también apoyó el linchamiento. En 1922, el estado la nombró al Senado de los Estados Unidos, donde sirvió un solo día como la primera mujer en el Senado.
Aunque mujeres urbanas de la clase media eran partidarias bien organizadas del sufragio, las áreas rurales eran hostiles. La legislatura estatal ignoró esfuerzos para permitir a las mujeres a votar en elecciones locales, y se sentía orgulloso de ser el primer estado en rechazar la Decimonovena Enmienda. La enmienda fue aprobada, sin embargo, y las mujeres recibieron el derecho de votar en 1920. Sin embargo, en general las mujeres negras eran excluidas de votar hasta la Ley de derecho de voto de 1965.

### Tensiones sociales
En 1915, Georgia recibió atención nacional por el linchamiento del superintendente industrial judío Leo Frank en Atlanta. Frank había sido condenado por el asesinato de una empleada, Mary Phagan, una niña de 13 años. Cuando el gobernador conmutó su pena de muerte por la cadena perpetua, una pandilla de linchamiento sacó a Frank de su célula y lo ahorcó. Los líderes se llamaban los "Caballeros de Mary Phagan" e incluían a muchos políticos destacados, incluyendo el exgobernador Joseph Mackey Brown. El editor Thomas E. Watson fue acusado de fomentar la violencia mediante su cobertura inflamatoria del asunto.

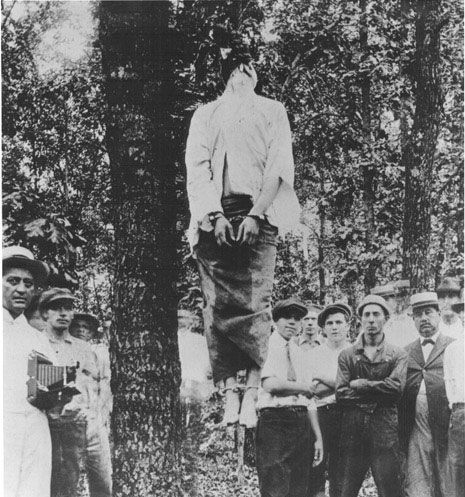
El linchamiento de Leo Frank.

Las nuevas tensiones sociales resultantes de la nueva inmigración, migración urbana, y cambio rápido contribuyeron al renacimiento del Ku Klux Klan. El 25 de noviembre de 1915, un grupo guiado por William J. Simmons prendió fuego a una cruz sobre Stone Mountain cerca de Atlanta, estableciendo el segundo Klan. Atlanta fue designada como su "Capital Imperial," y el Klan rápidamente ocupó un papel poderoso en la política local y estatal. Hacia finales de la década de 1920, el Klan padeció varios escándalos y enemistades internas, y el número de miembros del Klan en el estado se redujo de 156,000 en 1925 a 1,400 en 1930.

### La Gran Depresión en la Segunda Guerra Mundial
El precio del algodón permaneció alto hasta el fin de la Primera Guerra Mundial. El descenso de precios en las materias primas en la década de 1920 tuvo un impacto negativo sobre la economía rural, lo que afectó a todo el estado. Para 1932, lo que inicialmente era una recesión económica se había convertido en una severa depresión y el precio del algodón había bajado casi un 95 por ciento. Georgia se benefició de muchos programas del New Deal que aumentaron el precio del algodón, estimularon la electrificación rural y establecieron programas de desempleo en áreas rurales y urbanas. La Ley de Ajuste Agrícola pagó a los granjeros para que plantaran menos algodón a fin de reducir el exceso de oferta. Entre 1933 y 1940, el New Deal inyectó 250 millones de dólares en la economía de Georgia. Franklin Delano Roosevelt visitó Georgia muchas veces, y estableció su 'Pequeña Casa Blanca' en Warm Springs, donde las aguas terapéuticas aliviaban los síntomas de la polio que padecía. Roosevelt moriría allí en abril de 1945.
Las propuestas de Roosevelt eran muy populares con muchos miembros de la delegación congresional de Georgia. El Cuerpo Civil de Conservación hizo que muchos jóvenes de Georgia volvieran a trabajar. La Ley de Ajuste Agrícola mantuvo los precios del algodón y los cacahuetes, y programas de desempleo hicieron que el dinero federal circulase por todo el estado.
El poderoso gobernador de Georgia Eugene Talmadge (1933–37) detestaba a Roosevelt y su New Deal, y se oponía a muchos programas del New Deal. En un intento de atraer la población blanca, Talmadge denunció los programas del New Deal que pagaban a los negros los mismos sueldos que se pagaban a los blancos. Sin embargo, para 1940 Georgia fue el líder en el país en número de Cooperativas de Electrificación Rural y proyectos de alojamiento rurales. Durante su mandato, la administración Roosevelt gastó más de 250 millones de dólares en Georgia en proyectos como el control de malaria, el saneamiento rural, almuerzos calientes para estudiantes, servicios de cuidado, y proyectos de arte.
Reelegido como gobernador en 1940, Talmadge sufrió un revés cuando despidió a un decano en la Universidad de Georgia por haber apoyado la integración racial. Cuando la Junta de Regentes de Georgia se opuso a esta acción, el gobernador Talmadge nombró miembros más favorables a sus opiniones, y la Asociación Sureña de Universidades y Escuelas retiró la acreditación de diez universidades en el estado. En 1942, Talmadge fue derrotado en su campaña gobernativa. Fue reelegido en 1946, pero murió antes de asumir el cargo. La muerte del gobernador electo precipitó una crisis política conocida como la Controversia de los Tres Gobernadores, la que sólo fue resuelta por la Corte Suprema de Georgia.
La producción industrial en la Segunda Guerra Mundial levantó la economía de Georgia de la Gran Depresión. La fábrica de Bell Aircraft en Marietta, el centro de montaje de los bombarderos Boeing B-29 Superfortress, daba trabajo a casi 28.000 personas. La base Robins, próxima a Macon, empleaba a casi 13.000 personas. Fort Benning se convirtió en la mayor escuela de entrenamiento de infantería del mundo, y el nuevo Fort Gordon se convirtió en un centro principal de despliegue. Astilleros en Savannah y Brunswick construyeron muchos de los cargueros Liberty utilizados para llevar equipamiento a los teatros europeos y del Pacífico. Después del fin de la guerra, los centros urbanos del estado continuaron prosperando.
En 1946, Georgia fue el primer estado en permitir a las personas de 18 años para votar, y fue el único en permitirlo antes de la aprobación de laVigesimosexta Enmienda a la Constitución en 1971. El mismo año, los Centros para el Control y Prevención de Enfermedades fue establecido en Atlanta con personal de las oficinas de Control de Malaria en Áreas de Guerra.
Desde 1946 hasta 1955, se construyeron unas 500 nuevas fábricas en el estado. Para 1950, más habitantes de Georgia trabajaban en la fabricación que en la agricultura. A la vez, la mecanización de la agricultura redujo la necesidad de trabajadores de granjas. Esto causó otra oleada de migración a las ciudades.
Durante la guerra, Candler Field en Atlanta fue el aeropuerto más concurrido de la nación. Después de la guerra, el alcalde Hartsfield convenció Delta Air Lines a hacer Atlanta el centro para operaciones comerciales, y el aeropuerto fue renombrado en su honor.

## Movimiento por los Derechos Civiles

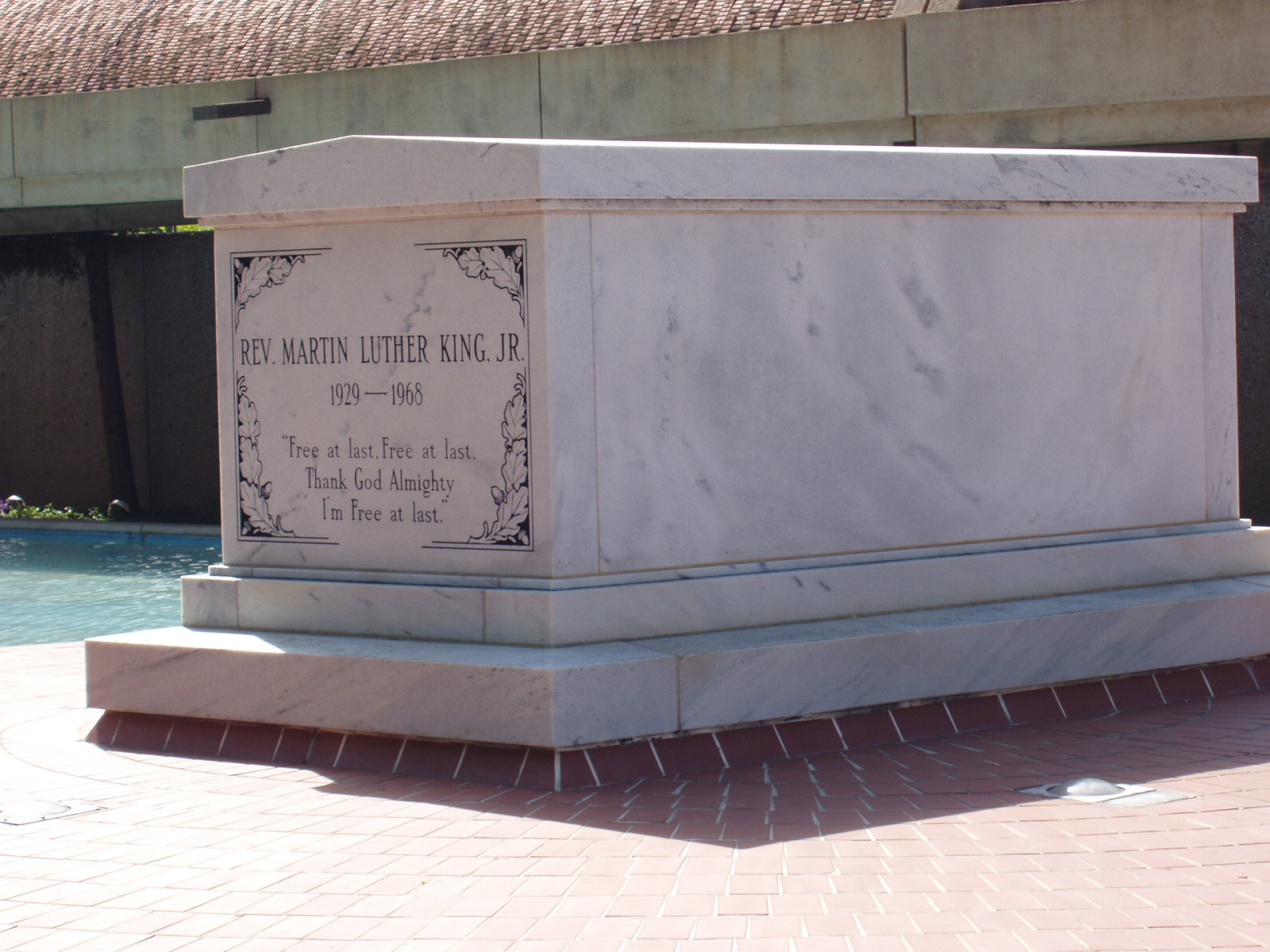
La tumba de Martin Luther King, ubicada en los terrenos del King Center

Los afroestadounidenses que sirvieron en el ejército segregado durante la Segunda Guerra Mundial volvieron a una nación todavía segregada, y a un Sur con leyes Jim Crow. Muchos afroestadounidenses se sintieron motivados a participar en el NAACP y otros grupos para asegurar sus derechos constitucionales, especialmente el derecho al voto, y el derecho a una educación igual para sus niños. Después de la decisión de la Corte Suprema de los Estados Unidos en el caso de Smith contra Allwright en 1946, activistas del NAACP empezaron a registrar a votantes negros. 135.000 negros se registraron a votar en 1946.
Atlanta, el sitio de varias universidades tradicionalmente negras, albergaba una gran comunidad de negros de media clase educados, la que produjo líderes del Movimiento por los derechos civiles. En el periodo después de la Segunda Guerra Mundial, varios grupos apoyaron el nuevo movimiento por el cambio, unidos en el objetivo de derechos civiles para afroestadounidenses. 
Pero todos no apoyaron la idea de cambio. El gobernador de Georgia Marvin Griffin denunció la decisión de la Corte Suprema en el caso Brown contra el Consejo de Educación en 1954, y prometió mantener segregadas las escuelas de Georgia a cualquier precio.
En 1958, el estado aprobó legislación para restringir el registro de votantes por requerir que los candidatos analfabetos contestaran 20 de 30 preguntas de comprensión formuladas por un registrador blanco. En la práctica, el examen se utilizaba para descalificar a los negros.  
El pastor Martin Luther King, Jr., nacido en Atlanta, surgió como un líder nacional después del boicot de autobuses de Montgomery de 1955 en Alabama. Hijo de un ministro bautista, King ganó un doctorado de la Universidad de Boston y fue parte de la clase media educada que había desarrollado en la comunidad afroestadounidense de Atlanta. El éxito del boicot en Montgomery hizo que King a unirse con otros activistas para formar la Conferencia Sur de Liderazgo Cristiano (SCLC) en Atlanta en 1957, para proveer el liderazgo político para el Movimiento por los derechos civiles en todo el Sur. Las iglesias negras habían sido centros importantes para sus comunidades, y así sus ministros y sus congregaciones estaban a la vanguardia de la lucha por los derechos civiles.

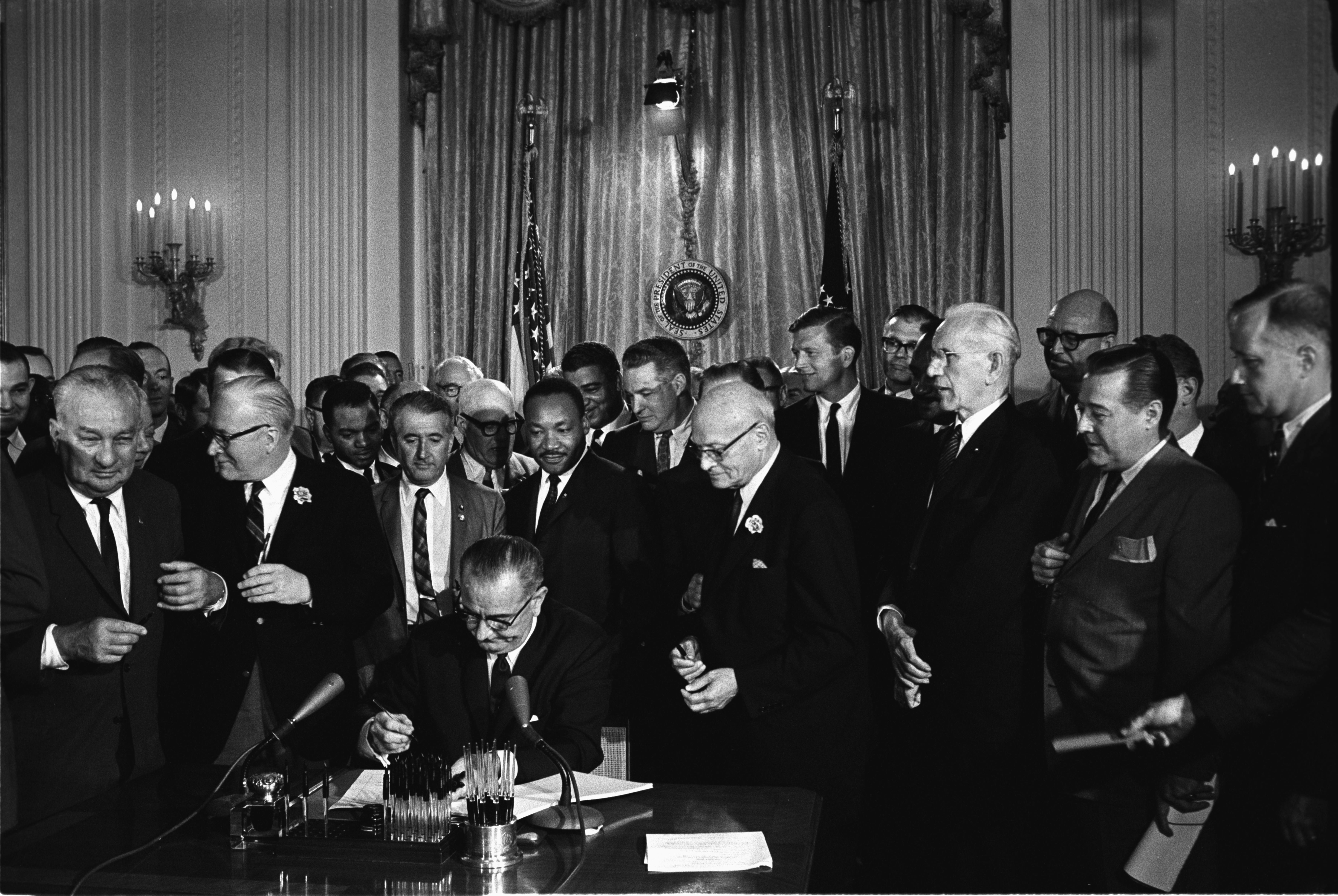
Lyndon B. Johnson firma la Ley de Derechos Civiles de 1964.

El SCLC guio una campaña de desegregación en Albany, Georgia en 1961. Esta campaña no pudo movilizar mucho apoyo. Sin embargo, la campaña de Albany ofreció lecciones importantes que contribuyeron al éxito de la campaña de Birmingham de 1963-64. La opinión pública nacional se inclinó hacia los derechos civiles para todos los ciudadanos. Antes de su asesinato, el presidente John F. Kennedy preparó y envió una ley de derechos civiles al Congreso. Su sucesor, Lyndon B. Johnson, dio prioridad a la ley, y en 1964 Johnson consiguió la aprobación de la Ley de Derechos Civiles. El próximo año, consiguió la aprobación de la Ley de derecho de voto de 1965.
Los afroestadounidenses en el Sur empezaron a registrarse a votar, y empezaron a tomar parte en el proceso político. Para la década de 1960, la proporción de los afroestadounidenses en el estado había disminuido a 28 por ciento del estado, después de oleadas de migración hacia el norte. En 1965, Julian Bond, un líder del movimiento por los derechos civiles, fue elegido a la Cámara de Representantes estatal en 1965, y sirvió varios mandatos en la Legislatura Estatal.
El alcalde de Atlanta Ivan Allen, Jr., testificó ante el Congreso a favor de la Ley de Derechos Civiles, y el gobernador Carl Sanders trabajó con la administración Kennedy para segurar el cumplimiento del estado. Ralph McGill, un editor en la Atlanta Constitution, ganó admiración y enemistad por escribir a favor del Movimiento. Sin embargo, la mayoría de los blancos de Georgia continuó oponiéndose a la integración.
En 1966, Lester Maddox fue elegido gobernador de Georgia. Maddox, quien se había opuesto a la integración obligatoria, había ganado fama por amenazar a  activistas de derechos civiles cuando intentaron entrar su restaurante. Después de asumir el puesto, sin embargo, Maddox nombró más afroestadounidenses a más puestos que cualquier gobernador desde la Reconstrucción.
En 1969, el Departamento de Justicia ganó un pleito contra el estado de Georgia, obligándolo a integrar sus escuelas públicas.  En 1970, el nuevo gobernador Jimmy Carter declaró en su discurso de inauguración, que la época de segregación racial había terminado. En 1972, los habitantes de Georgia eligió a Andrew Young como el primer congresista afroestadounidense de Georgia desde la Reconstrucción.

## Crecimiento y cambios políticos

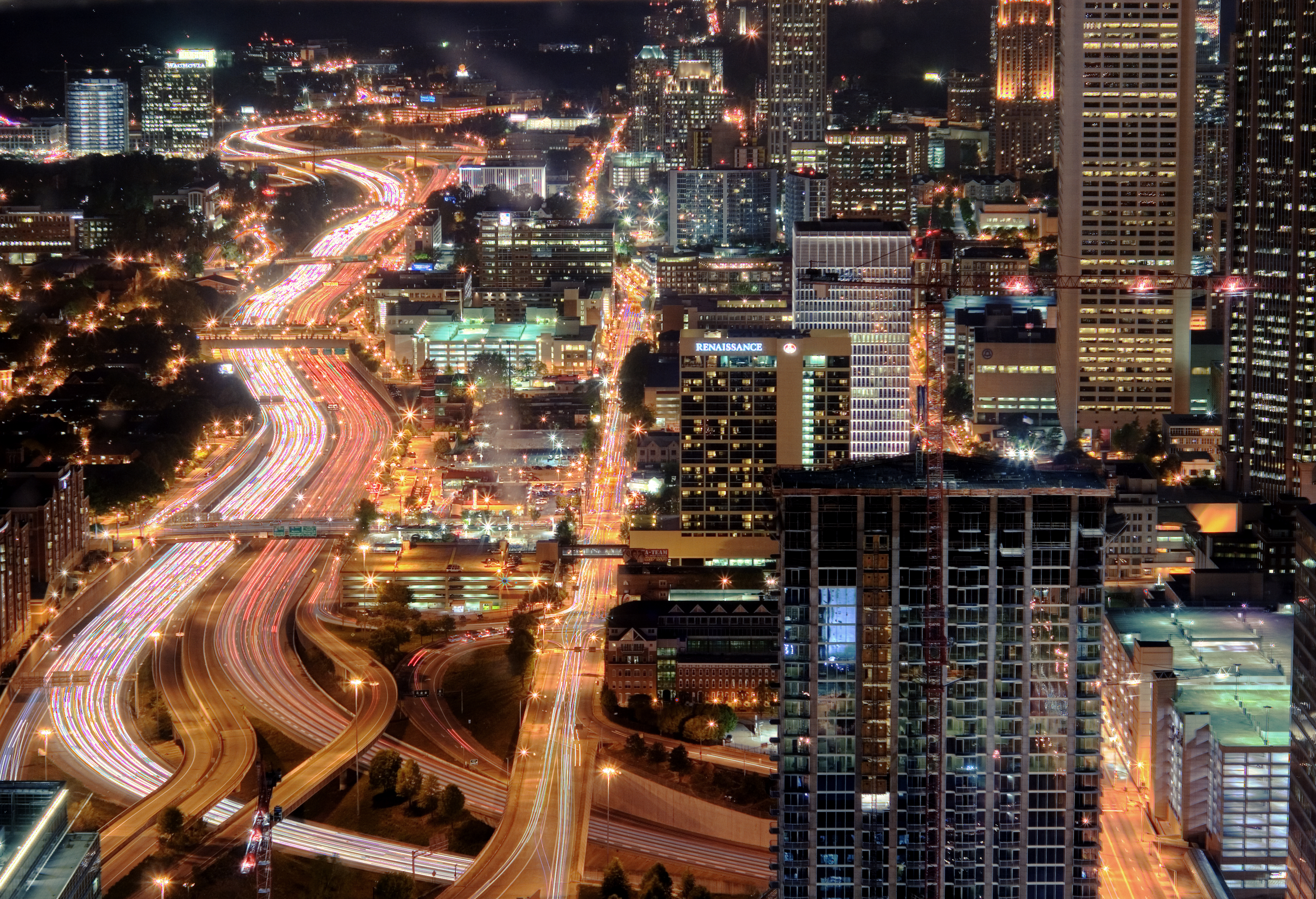
El área Midtown de Atlanta por la noche.

En 1980 se terminó la construcción de una expansión en el Aeropuerto Internacional William B. Hartsfield. El más concurrido del mundo, fue desarrollado para acomodar hasta 55 millones de pasajeros por año.[cita requerida] El aeropuerto se convirtió en un gran motor de crecimiento económico. Con las ventajas de propiedades baratas, impuestos bajos, leyes de derecho al trabajo y un sistema regulatorio que limitaba la interferencia del gobierno, el área metropolitana de Atlnta se convirtió en un centro nacional para compañías financieras, inmobiliarias, y de seguros. Como testimonio de su nueva importancia, en 1990 el Comité Olímpico Internacional eligió Atlanta como sitio de los Juegos Olímpicos de 1996. Aprovechándose de su estado como centro de transporte, UPS estableció su sede en un suburbio de Atlanta. En 1992, se terminó la construcción del Bank of America Plaza, entonces el edificio más alto en los Estados Unidos fuera de Nueva York o Chicago.
Después del apoyo nacional de legislación de derechos civiles por los demócratas, Georgia, junto con el resto del Sur, se movió hacia los republicanos. La presidencia turbulenta del georgiano Jimmy Carter, la popularidad de Ronald Reagan, los esfuerzos organizacionales del Partido Republicano, y el ascenso del liberalismo en el Partido Demócrata nacional aceleraron el reajuste en el Sur.
Mientras los demócratas perdieron el control de Georgia, surgieron nuevos líderes republicanos. El congresista georgiano Newt Gingrich, líder de la "Revolución Republicana," fue elegido Presidente de la Cámara de Representantes. Bob Barr, otro congresista georgiano, guio el esfuerzo de impugnar al presidente Bill Clinton. 
En un entorno político cambiante, varios demócratas georgianos, incluyendo el gobernador Zell Miller, se movieron hacia el derecho. Después de ser nombrado al Senado, Miller surgió como aliado de George W. Bush, e hizo un discurso en la Convención Nacional Republicana de 2004, en el que apoyó a Bush y denunció el liberalismo de sus colegas en el Partido Demócrata.
En 2002, Georgia eligió a Sonny Perdue, su primer gobernador republicano desde la Reconstrucción. Poco después, los republicanos se hicieron con el control de ambas cámaras de la Legislatura Estatal, y todas las oficinas estatales.

### Repasos de historia
- New Georgia Encyclopedia (2005). Scholarly resource covering all topics.
- Bartley, Numan V. The Creation of Modern Georgia (1990). Scholarly history 1865–1990.
- Coleman, Kenneth. ed. A History of Georgia (1991). Survey by scholars.
- Coulter, E. Merton. A Short History of Georgia (1933)
- Grant, Donald L. The Way It Was in the South: The Black Experience in Georgia 1993
- London, Bonta Bullard. (1999) Georgia: The History of an American State Montgomery, Alabama: Clairmont Press ISBN 1-56733-994-8. A middle school textbook.

### Estudios académicos antes de 1900
- Bass, James Horace. "The Attack upon the Confederate Administration in Georgia in the Spring of 1864." Georgia Historical Quarterly 18 (1934): 228–247.
- Bass, James Horace. "The Georgia Gubernatorial Elections of 1861 and 1863." Georgia Historical Quarterly 17 (1935): 167–188
- Bryan, T. Conn. Confederate Georgia University of Georgia Press, 1953.
- Coleman, Kenneth. Confederate Athens, 1861–1865 University of Georgia Press, 1967; the city of Athens in the war years
- Escott, Paul D. "Joseph E. Brown, Jefferson Davis, and the Problem of Poverty in the Confederacy," Georgia Historical Quarterly Vol. 61, No. 1 (Spring, 1977), pp. 59–71 in JSTOR
- Flynn Jr., Charles L. White Land, Black Labor: Caste and Class in Late Nineteenth-Century Georgia (LSU Press 1983)
- Freehling, William W., and Craig M. Simpson; Secession Debated: Georgia's Showdown in 1860 Oxford University Press, 1992
- Greene, Evarts Boutell. Provincial America, 1690-1740 (1905) ch 15 online pp 249-269 covers 1732-1754.
- Hahn Steven. The Roots of Southern Populism: Yeoman Farmers and the Transformation of the Georgia Upcountry, 1850–1890. Oxford University Press, 1983.
- Inscoe, John C. (2011). The Civil War in Georgia: A New Georgia Encyclopedia Companion. University of Georgia Press. ISBN 9780820341828.
- Miles, Jim To the Sea: A History and Tour Guide of the War in the West: Sherman's March Across Georgia, 1864 Cumberland House Publishing, (2002)
- Mohr, Clarence L.  On the Threshold of Freedom: Masters and Slaves in Civil War Georgia (1986)
- Parks, Joseph H. Joseph E. Brown of Georgia. LSU Press, 1977.
- Parks, Joseph H. "State Rights in a Crisis: Governor Joseph E. Brown versus President Jefferson Davis." Journal of Southern History 32 (1966): 3–24. in JSTOR
- Pyron; Darden Asbury. ed. Recasting: Gone with the Wind in American Culture University Press of Florida. (1983) online Archivado el 5 de mayo de 2008 en Wayback Machine.
- Range, Willard. A century of Georgia Agriculture, 1850-1950 (1954)
- Reidy; Joseph P.  From Slavery to Agrarian Capitalism in the Cotton Plantation South: Central Georgia, 1800–1880 University of North Carolina Press, (1992) Archivado el 30 de mayo de 2012 en Wayback Machine.
- Reidy, Joseph P. "Karen A. Bradley: Voice of Black Labor in the Georgia Lowcountry," in Howard N. Rabinowitz, ed. Southern Black Leaders of the Reconstruction Era (1982) pp 281 – 309.
- Russell, James M. and Thornbery, Jerry. "William Finch of Atlanta: The Black Politician as Civic Leader," in Howard N. Rabinowitz, ed. Southern Black Leaders of the Reconstruction Era (1982) pp 309–34.
- Saye, Albert B. New Viewpoints in Georgia History 1943, on Revolution
- Schott, Thomas E. Alexander H. Stephens of Georgia: A Biography. LSU Press, 1988.
- Thompson, C. Mildred. Reconstruction In Georgia: Economic, Social, Political 1865-1872 (19i5; 2010 reprint); full text online free
- Thompson, William Y. Robert Toombs of Georgia. LSU Press, 1966.
- Wallenstein; Peter. From Slave South to New South: Public Policy in Nineteenth-Century Georgia (University of North Carolina Press, 1987) online edition Archivado el 11 de septiembre de 2004 en Wayback Machine.
- Wetherington, Mark V. Plain Folk's Fight: The Civil War and Reconstruction in Piney Woods Georgia (University of North Carolina Press, 2005) 383 pp. online review by Frank Byrne
- Woodward, C. Vann. Tom Watson: Agrarian Rebel (1938)

### Desde 1900
- Boyd, Tim S.R. Georgia Democrats, the Civil Rights Movement, and the Shaping of the New South (University Press of Florida; 2012) 302 pages; rejects the "white backlash" model of the decline of the Democratic party in Georgia; blames factional disputes.
- Fink, Gary M. Prelude to the Presidency: The Political Character and Legislative Leadership Style of Governor Jimmy Carter (Greenwood Press, 1980)
- Fite, Gilbert C.  Richard B. Russell, Jr., Senator from Georgia University of North Carolina Press, 1991
- Ford, Pearl K., ed. African Americans in Georgia: A Reflection of Politics and Policy in the New South (Mercer University Press; 2010) 264 pages. Essays on such topics as electoral politics, education, and health-care disparities.
- Peirce, Neal R. The Deep South States of America: People, Politics, and Power in the Seven Deep South States (1974). Reporting on politics and economics 1960–72
- Range, Willard. A century of Georgia Agriculture, 1850-1950 (1954)
- Steely, Mel. The Gentleman from Georgia: The Biography of Newt Gingrich Mercer University Press, 2000. ISBN 0-86554-671-1.
- Tuck, Stephen G. N. Beyond Atlanta: The Struggle for Racial Equality in Georgia, 1940–1980 . University of Georgia Press, 2001. ISBN 0-8203-2265-2.
- Woodward, C. Vann. Tom Watson: Agrarian Rebel (1938)